# Bydgoskie Zakłady Sklejek

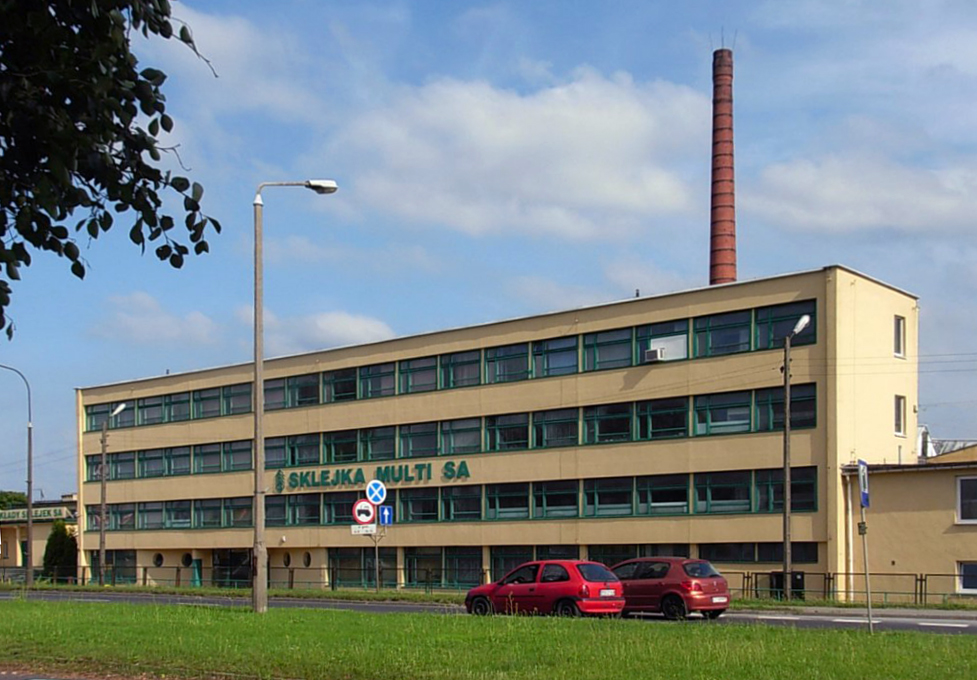
Biurowiec przy ul. Fordońskiej

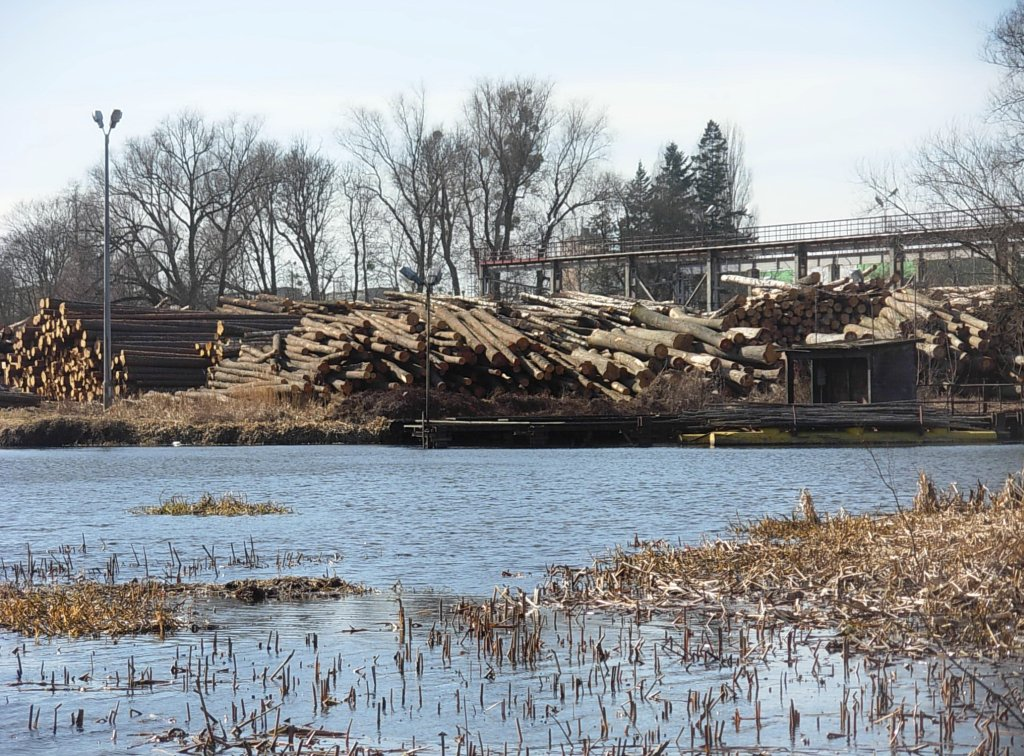
Skład drewna

Bydgoskie Zakłady Sklejek „Sklejka-Multi” SA – fabryka w Bydgoszczy założona w 1914 roku, jeden z 6 producentów sklejek w Polsce.

## Charakterystyka
Bydgoskie Zakłady Sklejek „Sklejka-Multi” są jednym z największych polskich producentów sklejek z drewna drzew liściastych (buk, brzoza, olcha) i iglastych (sosna). Produkty firmy to:
- sklejki wodoodporne i suchotrwałe ogólnego przeznaczenia,
- sklejki wodoodporne techniczne – szalunkowe, bakelizowane, foliowane, głuszące, przeciwogniowe,
- listwy meblowe,
- folie fenolowe,
- żywice klejowe fenolowo-formaldehydowe do sklejania na gorąco.

Sklejki mają zastosowanie w budownictwie (poszycia, szalunki), meblarstwie, przemyśle samochodowym i okrętowym (okładziny), oraz do produkcji opakowań.
Firma posiada system zarządzania jakością według norm ISO oraz FSC. Ponad połowa produkcji sprzedawana jest na eksport do krajów Europy Zachodniej.

### Współpraca z jednostkami naukowymi
Zakład współpracuje m.in. z:
- Instytutem Technologii Drewna w Poznaniu,
- Uniwersytetem Przyrodniczym w Poznaniu,
- Ośrodkiem Badawczo-Rozwojowym Przemysłu Płyt Drewnopochodnych w Czarnej Wodzie,
- Gdańskim Uniwersytetem Medycznym – Międzywydziałowym Instytutem Medycyny Morskiej i Tropikalnej w Gdyni,
- Centrum Naukowo-Technicznym Kolejnictwa w Warszawie,
- Przemysłowym Instytutem Motoryzacji w Warszawie,
- Państwowym Instytutem Higieny w Warszawie,
- Polskim Rejestrem Statków w Gdańsku,
- Instytutem Techniki Budowlanej w Warszawie,
- Instytutem Pojazdów Szynowych „Tabor” w Poznaniu.
- Centrum Techniki Okrętowej w Gdańsku,
- Technischer Überwachungsverein Rheinland/Berlin-Brandenburg e.V.

Kadra zakładu jest jednym z inicjatorów i założycieli Stowarzyszenia Producentów Płyt Drewnopochodnych w Polsce.

## Historia

### Okres Cesarstwa Niemieckiego
Początki firmy sięgają 1914 roku, kiedy założono „Ostdeutsche Sperrplattenwerke AG”, nazywana potocznie „Oswa” we wschodniej dzielnicy przemysłowej. Zakład zajmował powierzchnię 5 ha oraz skład surowca nad Brdą, gdzie spławiano i leżakowano drewno. Początkowo produkowano płyty stolarskie metodą blokową, wyposażenie stanowiły dwie łuszczarki oraz prasa i suszarnia.
Powstanie przedsiębiorstwa odbywało się w kontekście gwałtownego rozwoju przemysłu drzewnego w Bydgoszczy, którego punkt kulminacyjny nastąpił w 1906, kiedy przez Bydgoszcz przechodziła jedna trzecia całego dowozu drewna do Cesarstwa Niemieckiego, a zatrudnienie w tartakach i stolarniach wynosiło 2100 osób. W latach 1890–1907 na brzegach dolnej Brdy (przy bydgoskim Porcie Drzewnym) działało od 10 do 25 czynnych tartaków, z czego 12 było dużymi zakładami należącymi do berlińskich handlarzy drewnem. Masowy transport i handel drewnem w Bydgoszczy miał wpływ na rozwój zakładów przeróbki tego surowca na meble, skrzynki, płyty, parkiety, zapałki itp.

### OkresII RP
Po zakończeniu I wojny światowej zmieniła się przynależność państwowa Bydgoszczy w tym i przedsiębiorstwa w związku z powstaniem Polski. Rozpoczął się okres szybkiego rozwoju zakładu. Zakupiono nowe urządzenia i rozpoczęto produkcję sklejek metodą „na mokro”, których w 80% sprzedawano za granicę. Jednakże na początku wielkiego kryzysu fabryka stopniowo ograniczała produkcję, a w 1930 całkowicie zawiesiła działalność. W 1931 została wykupiona przez akcjonariuszy Fabryki Płyt Klejonych w Bydgoszczy – drugiego pod względem wielkości przedsiębiorstwa w Polsce wytwarzającego dykty klejone i eksportującego je do Wielkiej Brytanii, Holandii, Danii, Francji, Belgii, Szwecji i Włoch. Po zmianie nazwy na Fabryka Dykt Klejonych „Multiply” – nadal borykała się ze spadkiem koniunktury. W 1935 fabrykę wykupiła Naczelna Dyrekcja Lasów Państwowych, która ponadto zbudowała nowoczesny tartak na Siernieczku. W fabryce pracującej wówczas na trzy zmiany zatrudniono około 600 osób.
W 1936 przedsiębiorstwo dysponowało 7 łuszczarkami, 5 prasami, 3 prasami pulsacyjnymi do suszenia łuszczki oraz 2 suszarniami. Produkcję poszerzono o sklejki tzw. suchotrwałe, powstające z zastosowaniem kleju kazeinowego i albuminowego. Podstawowym asortymentem była nadal sklejka „mokroklejona” i płyty stolarskie. Poważna część produkcji sprzedawana była na eksport do kilkunastu krajów europejskich i zamorskich. U progu II wojny światowej Państwowa Fabryka Sklejek w Bydgoszczy była największą spośród 35 zakładów tego typu w Polsce, osiągając 10% produkcji krajowej przy zatrudnieniu 1040 osób.

### Okres okupacji niemieckiej (Rzesza Wielkoniemiecka)
W latach okupacji niemieckiej fabryka przeszła w zarząd administracji niemieckiej i kontynuowała produkcję nastawioną na potrzeby niemieckiej machiny wojennej. Produkowano sklejkę suchotrwałą oraz lotniczą na potrzeby Luftwaffe. Zatrudnienie wynosiło ok. 400 osób.

### OkresPolski Ludowej
15 lutego 1945 nadzór nad fabryką objęła Regionalna Dyrekcja Lasów Państwowych w Toruniu. Funkcję pierwszego dyrektora pełnił Bronisław Jankowski. Podstawowym surowcem (60%), z którego wyrabiano wówczas sklejkę było drewno sosnowe, dostarczane przez Bydgoski Okręg Lasów Państwowych. Zorganizowano nowy system dostaw drewna za pomocą transportu kolejowego zamiast, jak przedtem – spławu Brdą. W 1949 produkowano ponad 10 tys. m³ sklejki suchotrwałej, 24 m³ lotniczej, 104 m³ płyt stolarskich i 774 m³ nowej sklejki wodoodpornej. Zakład został włączony do Zjednoczenia Przemysłu Płyt, Sklejek i Zapałek w Warszawie. Na początku 1948 roku zatrudnienie w przedsiębiorstwie wynosiło 531 osób, a w 1954 roku – 686 osób, w tym 356 kobiet.
W 1954 ofertę wzbogacono o płyty stolarskie wodoodporne dla przemysłu stoczniowego oraz o lignofol do produkcji czółenek tkackich, a w 1965 o sklejki szalunkowe, bakelizowane, zbrojone, lignofol samosmarowy. Asortyment produkcji wzbogacił się o korpusy do telewizorów, lignofolowe łupki i przekładki kolejowe (dla elektryfikacji kolejnictwa), siedzenia do krzeseł, płyty dla rolnictwa. W 1969 na bazie własnych badań naukowych i doświadczeń uruchomiono nową łuszczarską linię technologiczną. Do jej budowy wykorzystano zakupioną w Finlandii linię technologiczną oraz szwajcarską spajarkę oraz prasę lignofolową. Ruszyła produkcja żywicy fenolowej.
W 1970 zakłady sklejek połączono z Fabryką Ekstraktów Garbarskich (zał. 1954) przy ul. Przemysłowej w jedną przedsiębiorstwo pod firmą Zakłady Sklejek i Chemicznego Przerobu Drewna (zakład nr 1 – ul. Przemysłowa, zakład nr 2 – ul. Fordońska). Połączone przedsiębiorstwo prowadziło działalność w zakresie przemysłu drzewnego, jak również chemicznego. Specjalizowało się w produkcji garbników: dębowego, mimozowego i ślimakowego, furfurolu (jedyny producent w kraju), płyt wiórowych, pilśniowych, sklejki suchotrwałej, wodoodpornej, lotniczej, modelarskiej (jedyny producent w kraju), szalunkowej, lignofolu czółenkowego, samosmarownego, płyt filtracyjnych dla przemysłu chemicznego, klejów fenolowych i wodoodpornych.
Wartość produkcji zapewniała bydgoskim zakładom pierwsze miejsce w zjednoczeniu i całej branży sklejek w Polsce. Produkty zakładu trafiały do budownictwa oraz przemysłów: meblarskiego, stoczniowego, skórzanego, chemicznego i ciężkiego.
W latach 1970–1971 kontynuowano modernizację zakładu. Powstała m.in. hala produkcji sklejki wodoodpornej. 31 stycznia 1972 roku wybuchł duży pożar, który sparaliżował pracę zakładu na 5 miesięcy: sięgające 40 m wysokości płomienie doszczętnie strawiły halę produkcyjną, powodując straty w wysokości 13 mln zł mimo akcji ratowniczej 21 jednostek straży pożarnej i 120 pracowników. W 1973 roku produkcja sklejek sięgała blisko 14 tys. m³, z czego 10% wysłano na eksport. W 1976 planowano unowocześnienie zakładu: budowę oddziału przerobu oleju talowego, rozbudowę oddziału klejów fenolowo-formaldehydowych, wdrożenie metody produkcji węgla drzewnego z odpadów po produkcji furfurolu. W latach 70 XX w. zatrudnienie wynosiło ponad 1000 osób.

### Okres III RP
W latach 90 XX w., w okresie transformacji ustrojowej zakład ekstraktów garbarskich przy ul. Przemysłowej został sprzedany, a zakład sklejek przy ul. Fordońskiej przejęła w leasing spółka akcyjna „Sklejka-Multi”. W wyniku przekształceń własnościowych w 1994 wyodrębniły się Bydgoskie Zakłady Sklejek „Sklejka-Multi” SA W 1993 roku zakupiono nowe urządzenia technologiczne ze Szwajcarii i Austrii, co umożliwiło poszerzenie asortymentu wyrobów o sklejki głuszące, listwy meblowe oraz folie uszlachetniające powierzchnie sklejek. W 2000 zbudowano kotłownię na odpady drzewne, dzięki czemu zakłady stały się samowystarczalne w produkcji ciepła dla celów technologicznych i grzewczych. Zakupy kolejnych maszyn produkcyjnych miały miejsce w latach: 2004 (centrum obróbkowe), 2007 i 2014 (linia do korowania drewna).
Z funduszy UE, w ramach działania 5.2. Wsparcie inwestycji przedsiębiorstw Regionalnego Programu Operacyjnego Województwa Kujawsko-Pomorskiego (9,8 mln zł, w tym 4 mln z UE i budżetu państwa), w 2015 Sklejka-Multi zakupiła nową linię technologiczną do łuszczenia drewna.
W grudniu 2018 w ramach programu inwestycyjnego o wartości 25 mln zł uruchomiono nową sześciopółkową suszarnię do fornirów o wartości 5,5 mln zł; jedyną taką w Polsce (podobne działają tylko w Rosji i w Brazylii). Maszyna ma długość 40 m i jest wyposażona w osiem sekcji suszących i dwie sekcje chłodzące. Wydajność maszyny dochodzi do 60 m sześc. na jedną zmianę. Dotychczas w zakładzie pracowały dwie suszarnie o łącznej wydajności blisko 40 m sześc. na jedną zmianę, co przy poziomie produkcji wynoszącym około 26 tys. m sześc. sklejki rocznie było skalą niewystarczającą - efektywność suszenia była niewystarczająca i stanowiła wąskie gardło produkcji, wymuszając pracę w nadgodzinach w weekendy. Nowy sprzęt zastąpi obie suszarnie, zajmując mniejszą powierzchnię zakładu i wykonując zadania szybciej, oszczędniej i dokładniej.